# Annegret Eppler
Annegret Eppler (* 1972 in Albstadt-Ebingen) ist eine deutsche Politik- und Rechtswissenschaftlerin und EU- und Mehrebenenforscherin.

## Tätigkeit
Eppler ist seit 2017 Professorin für Öffentliches Recht an der Hochschule für öffentliche Verwaltung Kehl (Hochschule Kehl) und Inhaberin eines Jean Monnet Chairs for EU Integration Studies.  

## Werdegang
Sie habilitierte sich am Institut für Politikwissenschaft der Universität Innsbruck, Österreich, und war zuvor am Institut für Politikwissenschaft der Universität Tübingen, Deutschland, als wissenschaftliche Mitarbeiterin (pre-/post-doc) und als Wissenschaftliche Koordinatorin des Europäischen Zentrum für Föderalismus-Forschung Tübingen tätig. Sie studierte Politikwissenschaft (M.A.) und Rechtswissenschaft (1. und 2. juristisches Staatsexamen) an der Eberhard Karls Universität Tübingen und der Katholieke Universiteit Leuven, Belgien. 
Eppler befasst sich mit dem politischen und rechtlichen System der Bundesrepublik Deutschland, dem europäischen Mehrebenensystem und den Systemen der EU-Staaten und arbeitet über Föderalismus, Parlamentarismus und Legitimität sowie über Dynamiken in Mehrebenensystemen.

## Schriften (Auswahl)
- Qualified Autonomy and Federalism versus Secession in EU Member States, Innsbruck/Wien: StudienVerlag, 2021 (hrsg. Charlie Jeffery und Stefan August Lütgenau).
- Europapolitische Koordination in Österreich. Inter- und intrainstitutionelle Regelwerke, Funktionen und Dynamiken, Schriftenreihe des Innsbruck Center for European Research, Innsbruck: Innsbruck University Press in Zusammenarbeit mit Nomos Baden-Baden, 2018 (hrsg. mit Andreas Maurer).
- Subnational Parliaments in an EU Multi-level Parliamentary System: Taking Stock of the Post-Lisbon Era, Innsbruck/Wien/Bozen: StudienVerlag, 2015 (hrsg. mit Gabriele Abels).
- Ansätze einer theoretischen Konzeptionalisierung von Desintegration. Zug- und Gegenkräfte im europäischen Integrationsprozess, Baden-Baden: Nomos, 2013 (hrsg. mit Henrik Scheller).
- Auf dem Weg zum Mehrebenenparlamentarismus? Funktionen von Parlamenten im Integrationsprozess (Schriftenreihe des Arbeitskreises Europäische Integration e.V.), Baden-Baden: Nomos 2011 (hrsg. mit Gabriele Abels).
- EU-Reflexionsgruppe „Horizont 2020–2030“: Herausforderungen und Reformoptionen für das Mehrebenensystem, Baden-Baden: Nomos 2010 (hrsg. mit Michèle Knodt).
- Zur Reform der föderalen Finanzverfassung. Perspektiven für die Föderalismusreform II im Spiegel internationaler Erfahrungen, Baden-Baden: Nomos 2008 (hrsg. mit Ralf Thomas Baus und Ole Wintermann).
- Die unvollendete Föderalismus-Reform. Eine Zwischenbilanz nach dem Scheitern der Kommission zur Modernisierung der bundesstaatlichen Ordnung im Dezember 2004, EZFF Occasional Papers Nr. 31, Tübingen 2005 (hrsg. mit Rudolf Hrbek).
- Deutschland vor der Föderalismus-Reform. Eine Dokumentation, EZFF Occasional Papers Nr. 28, Tübingen 2003 (hrsg. mit Rudolf Hrbek).
- MEP 2025: Preparing the Future Work Environment of Members of the European Parliament, Studie für das Präsidium des Europäischen Parlaments, Brüssel, 2012 (PE 453.231), doi:10.2861/43731 (mit Patrick Wauters und Diane Whitehouse).